# Daniele D'Anza
Daniele D'Anza (Milano, 20 aprile 1922 – Roma, 12 aprile 1984) è stato un regista e sceneggiatore italiano.
Fu assai attivo nella regia di film per la televisione e serie televisive e, in modo minore, di film destinati al cinema. Fra gli sceneggiati televisivi da lui diretti si ricordano in particolare Il segno del comando, L'amaro caso della baronessa di Carini, Madame Bovary e Vita col padre e con la madre. È stato anche sceneggiatore, soprattutto agli albori della sua carriera.

## Biografia
Dopo aver conseguito la maturità scientifica si è laureato in scienze politiche presso l'Università degli Studi di Pavia. Negli anni del primo dopoguerra si cimenta nel giornalismo, pubblicando articoli di critica teatrale sulla rivista mensile Platee, e nella direzione di piccole compagnie. Per venticinque metri di fango, da Irwin Shaw, allestito nell'estate del 1946 nel cortile del Castello Sforzesco di Milano, è il primo spettacolo importante, portato poi con successo anche a Venezia. Nel 1946 si sposa con Edith Moncelesan e nel 1948 nasce la figlia Cristina.
Con la compagnia Carraro-Zoppelli firma altre regie teatrali, tra cui La leggenda di Ognuno di Hofmannsthal e La macchina infernale di Jean Cocteau. Lavora a sceneggiature cinematografiche (nel 1950 collabora anche al primo film di Michelangelo Antonioni Cronaca di un amore) e intanto compie le prime esperienze radiofoniche tra Milano e Torino e a Londra si avvicina al mondo televisivo. Il dirigente Rai Sergio Pugliese, commediografo e appassionato di teatro, lo chiama alla nascente televisione italiana, per le prime regie "sperimentali" della Rai.
Due anni prima dell'inizio delle trasmissioni regolari, nel 1952, D'Anza firma la regia della prima commedia trasmessa in diretta: La carrozza del SS. Sacramento di Mérimée; l'anno successivo scrive e dirige, sempre trasmessa sperimentalmente dalla nascente televisione, C'era una volta un biglietto da un milione, adattamento del racconto La banconota da un milione di sterline di Mark Twain.
Da allora dimostrerà sempre più padronanza nella mitica cabina di regia degli esordi, col suo complesso quadro di comandi e il vetro affacciato sulla sala di ripresa. D'Anza porta nelle sue regie un'attitudine poliedrica e da sperimentatore, inventando anche nuove tipologie di spettacolo televisivo: Il Mattatore (10 puntate, 1959), concepito come un contenitore multimediale, che accosta diversi generi e registri espressivi, affidato alla funambolica e autoironica versatilità di Vittorio Gassman; Il Novelliere (5 puntate, 1960), in cui va oltre le formule tradizionali della lettura in studio o del racconto sceneggiato in un originale tentativo di adattamento di un testo letterario al mezzo televisivo; Questa sera parla Mark Twain (1965), sceneggiato da Romildo Craveri e Diego Fabbri, in cui è lo stesso scrittore che si racconta, facendo rivivere personaggi ed eventi come altrettanti episodi della sua vita; Scaramouche, con Domenico Modugno, inaugura, sempre nel 1965, il filone della commedia musicale sceneggiata; nel 1966, con La coscienza di Zeno affronta una traduzione televisiva del romanzo di Svevo, sdoppiando il protagonista, in un rovesciamento a ritroso della narrazione.
Nel 1966, dopo il divorzio dalla prima moglie, sposa l'attrice Luisella Boni, da cui ha la seconda figlia, Vittoria. D'Anza si guadagna la notorietà presso il grande pubblico soprattutto con i gialli, tra cui una serie di titoli tratti da Durbridge (Paura per Janet, 1963; Melissa, 1966; Giocando a golf una mattina, 1969). Anche in questo genere, diventato quasi la sua specialità televisiva, D'Anza non rinuncia a sperimentare formule nuove: A partire dall'originale del 1966 Melissa e continuando con i successivi come per es. Giocando a golf una mattina realizza diversi finali, per mandarne in onda, all'ultimo momento, uno a sorpresa, aumentando così la suspense nel pubblico e gli indici di ascolto.
Nel 1970 con Coralba consacra il successo della detective novel, che prosegue nel 1972 con due adattamenti da romanzi di Dürrenmatt (Il giudice e il suo boia e Il sospetto). La sua ricerca è di non cristallizzarsi mai in un genere e di cercarne i vari risvolti. Così, sempre nel 1972, l'argomento poliziesco viene affrontato in modo diverso attraverso documenti autentici e inediti sulla vita del poliziotto italo-americano Joe Petrosino (lo sceneggiato che ne porta il nome viene scritto in collaborazione con Lucio Mandarà): lontana da mitizzazioni, la storia di lotta alla mafia è affrontata con realismo e senza facili conclusioni.

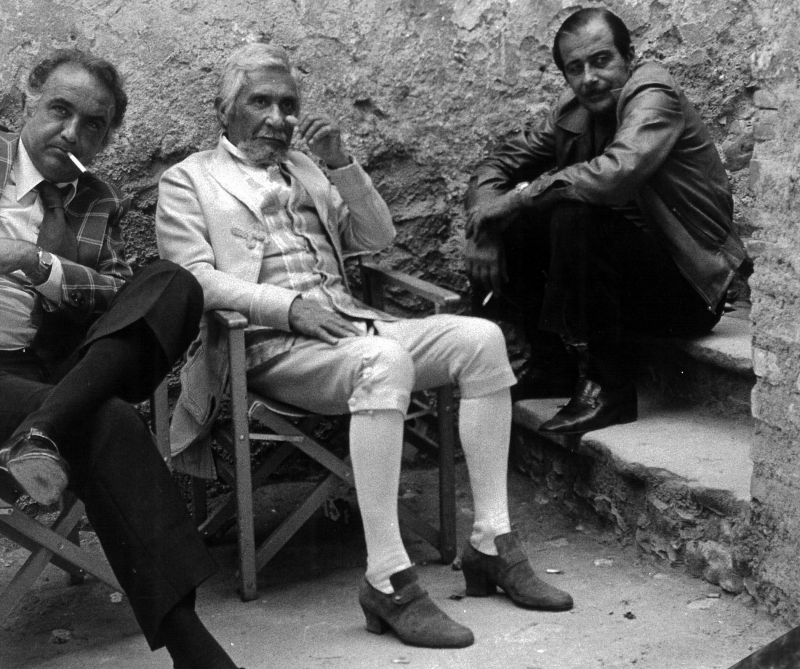
Il produttore Arturo La Pegna, l'attore Paolo Stoppa e D'Anza in una pausa sul set dello sceneggiato L'amaro caso della baronessa di Carini (1975)

Negli anni settanta, dalla collaborazione del regista con gli sceneggiatori Giuseppe D'Agata, Flaminio Bollini, Dante Guardamagna e Lucio Mandarà, nasce un altro filone destinato ad avere seguito e successo, quello gotico-parapsicologico, intrecciato di spy story e soprannaturale: il modello rimase Il segno del comando, andato in onda nella primavera del 1971. Il tema del paranormale viene ripreso nel 1973 con ESP (basato sulla figura del sensitivo olandese Gerard Croiset): anche se strutturato su una trama narrativa vicina al poliziesco, gli inquietanti risvolti testimoniano l'interesse del regista per tematiche che sfuggono alla razionalità scientifica.
Nel 1974 lo sceneggiato Ho incontrato un'ombra è l'incontro tra una storia d'amore e la tessitura di un giallo; in sottofondo, dietro la suspense della vicenda, traspare il problema, attuale negli anni settanta, di un risveglio del nazismo. L'amaro caso della baronessa di Carini, sceneggiato filmato del 1975, in quattro puntate, riadatta, ambientandole in epoca napoleonica, le vicende tramandate da una ballata popolare siciliana del Cinquecento. Anche qui la narrazione mescola intrighi, magia e parapsicologia. Sempre attratto dal fantastico, anche nei suoi inquietanti risvolti di cronaca, D'Anza realizza nel 1976 Extra (basato su un presunto rapimento alieno avvenuto negli USA), per ritornare al coté letterario con Racconti fantastici, tratti da Edgar Allan Poe nel 1979 (in cui il regista recita in un piccolo ruolo).
Nel 1978 un classico come Madame Bovary viene sceneggiato da D'Anza stesso insieme a Fabio Carpi, Luigi Malerba e Biagio Proietti, e girato con scrupolo realistico nello stesso villaggio francese del romanzo di Gustave Flaubert. Il taglio originale sta nell'accento posto sulle tematiche giuridiche e su problematiche quasi pre-femministe. Come regista cinematografico diresse tre film, ma di poco spessore: Giove in doppiopetto (1954), una commedia musicale di Garinei e Giovannini, con Carlo Dapporto e Delia Scala, I piaceri del sabato notte (1960), un noir con Elsa Martinelli e Andreina Pagnani e Pugni, pupe e marinai (1961), con Ugo Tognazzi, Maurizio Arena e Paolo Ferrari, dove interessanti elementi di satira verso la Rai di allora riscattano in parte una sceneggiatura di poche pretese.
Sempre pronto a cimentarsi in nuovi campi creativi, D'Anza si impegnò anche come coautore di canzoni: da ricordare Regent's Park (sigla finale dello sceneggiato Melissa, 1966), scritta con Fiorenzo Carpi e interpretata da Connie Francis, e Un impermeabile bianco (sigla di chiusura di Giocando a golf una mattina, 1969), composta con Gigi Cichellero e cantata da Paola Orlandi. D'Anza morì prematuramente, a nemmeno 62 anni, nell'aprile del 1984; Raffaella Carrà commentò in diretta TV il suo decesso: "Questa morte è giunta come una liberazione: era da tempo malato..." e pianse. Aveva girato nell'estate del 1983 il suo ultimo lavoro La ragazza dell’addio, tratto dal romanzo di Giorgio Scerbanenco e interpretato da Carole André e Ray Lovelock: lo sceneggiato andò in onda postumo nel giugno dell'anno successivo. Riposa presso il cimitero Flaminio di Roma.

## Filmografia

### Regista

#### Cinema
- Giove in doppiopetto (1954)
- I piaceri del sabato notte (1960)
- Pugni pupe e marinai (1961)

#### Televisione
- Teatrino in scatola di Jacques Lecoq, trasmessa in due puntate nel 1954.
- Il telecipede di Antonio Amurri, Carlo Romano, Gianni Isidori, Sergio Ricci e Dino Verde, quindicinale[1] trasmesso in due puntate nel 1955.
- Il Mattatore, trasmesso nel 1959.
- La carrozza del SS. Sacramento di Mérimée (1953)
- C'era una volta un biglietto da un milione (1954)
- Wunder Bar (1955)
- Romanzo – film TV (1956)
- L'ex alunno – film TV (1957)
- Orgoglio e pregiudizio – miniserie TV (1957)
- La signora delle camelie – miniserie TV (1957)
- Notte sull'Atlantico, originale televisivo di Leslie Reade, 5 marzo 1958.
- Il novelliere: The picture of Dorian Gray – film TV (1958)
- Le avventure di Nicola Nickleby – miniserie TV (1958)
- La bisbetica domata di William Shakespeare, 3 ottobre 1958.
- Aprite: polizia! – miniserie TV, 6 puntate (1958)
- Il Novelliere (serie di 5 narrazioni,1960)
- Vita col padre e con la madre – miniserie TV (1960)
- Paura per Janet – miniserie TV (1963)
- Questa sera parla Mark Twain – miniserie TV (1965)
- Scaramouche – miniserie TV (1965)
- La nostra pelle di Sabatino Lopez, trasmessa dal Programma Nazionale il (1965)
- La coscienza di Zeno – miniserie TV (1966)
- Melissa – miniserie TV (1966)
- Abramo Lincoln - Cronaca di un delitto – miniserie TV (1967)
- Il latitante – film TV (1967)
- Il tuttofare – film TV (1967)
- Il grande maestro – film TV (1967)
- Tutto Totò – serie TV (1967)
- Non cantare, spara – miniserie TV (1968)
- Svegliati e canta – teleteatro (1968)
- Giocando a golf una mattina – miniserie TV (1969)
- Antonio Meucci cittadino toscano contro il monopolio Bell – miniserie TV (1970)
- Coralba – miniserie TV (1970)
- Il segno del comando – miniserie TV (1971)
- La casa di Bernarda Alba di Federico García Lorca (1971)
- Romolo il grande, teatro di Friedrich Durrenmatt (1971)
- Il giudice e il suo boia – miniserie TV (1972)
- Il sospetto – miniserie TV (1972)
- Joe Petrosino – miniserie TV (1972)
- ESP – miniserie TV (1973)
- Ho incontrato un'ombra – miniserie TV (1974)
- Accadde a Lisbona – miniserie TV (1974)
- L'amaro caso della baronessa di Carini – miniserie TV (1975)
- Extra – miniserie TV (1976)
- Esuli di James Joyce – miniserie TV (1976)
- L'ultimo aereo per Venezia – miniserie TV (1977)
- Petrosino – film TV (1978)
- Madame Bovary – miniserie TV (1978)
- Racconti fantastici – miniserie TV (1979)
- Orient-Express – miniserie TV (1979)
- L'ospite inatteso – film TV (1980)
- Illa: Punto d'osservazione – miniserie TV (1981)
- Tre colpi di fucile – miniserie TV (1982)
- La sconosciuta – miniserie TV (1982)
- La ragazza dell'addio – miniserie TV (1984)
- Piccolo mondo moderno – miniserie TV (1984)

### Sceneggiatore

#### Cinema
- Cronaca di un amore (1950)
- Le due verità (1951)
- Tam tam Mayumbe (1955)
- I girovaghi (1956)

#### Televisione
- Questa sera parla Mark Twain – miniserie TV (1965)
- Inquisizione – miniserie TV (1965)
- Melissa – miniserie TV (1966)
- Giocando a golf una mattina – miniserie TV (1969)
- L'amaro caso della baronessa di Carini – miniserie TV (1975)
- L'ultimo aereo per Venezia – miniserie TV (1977)
- Madame Bovary – miniserie TV (1978)
- Racconti fantastici – miniserie TV (1979)

## Teatro
- Per venticinque metri di fango di Irwin Shaw, (1946)
- La leggenda di ognuno di Hugo von Hofmannsthal. Teatro Odeon di Milano, 28 aprile 1948.
- Non c'è pace per l'antico fauno di Carlo Terron. Teatro Manzoni di Milano, 7 novembre 1952.
- Paura di me di Valentino Bompiani. Teatro delle Arti di Roma, 16 marzo 1956.
- La patente di Luigi Pirandello. Teatro delle Arti di Roma, 16 marzo 1956.
- La vedovella di Dino Terra. Teatro delle Arti di Roma, 4 aprile 1956.
- Viaggio di nozze di Ezio D'Errico. Teatro delle Arti di Roma, 20 aprile 1956.
- I disarmati di Luigi Barzini junior. Teatro Valle di Roma, 12 dicembre 1957.
- Croque-monsieur di Marcel Mithois, regia di Daniele D'Anza (1965-1966)
- L'eredità, regia di Daniele D'Anza. Teatro Sistina di Roma (1980)[2]

## Varietà radiofonici Rai
- Venticinquesima ora di Silva e Terzoli, con divagazioni di Orio Vergani, regia di Daniele D'Anza, orchestra di Mario Consiglio (1952)